# 韋爾赫尼亞基
49°40′0″N 27°9′30″E / 49.66667°N 27.15833°E
韋爾赫尼亞基（烏克蘭語：Верхняки）是位於烏克蘭西部的村莊，由赫梅利尼茨基州裡赫梅利尼茨基區的米羅柳布內市鎮負責管轄。該村始建於1593年，面積1.42平方公里，海拔高度309米，2001年人口544。